# Cyclopinodes longifurcata
Cyclopinodes longifurcata är en kräftdjursart som beskrevs av Lindberg 1950. Cyclopinodes longifurcata ingår i släktet Cyclopinodes och familjen Cyclopinidae. Inga underarter finns listade i Catalogue of Life.